# 이용설
이용설(李容卨, 일본식 이름: 미야모토 조세쓰 宮本容卨, 1895년 10월 12일 평북 희천 ~ 1993년 3월 8일)은 대한민국의 내과 의사, 교육자이다. 호(號)는 여천(與天)이다. 대한민국의 제2대 국회의원을 지냈다.

## 약력
- 세브란스의학전문학교 의학사
- 미국 노스웨스턴 대학교 의과대학원 의학석사·의학박사
- 서울 세브란스 의과대학교 교수
- 세브란스 의과대학교 총장
- 제2대 국회의원

## 역대 선거 기록
|  | 29.96% |

|  | 15.66% |

## 참고 자료
- 《대한민국 의정총람》, 국회의원총람발간위원회, 1994년
- 이용설 - 대한민국헌정회

| 전임 최동 | 제5대 세브란스 의과대학 학장 1948년 12월 ~ 1952년 10월 | 후임 김명선 |